# Диллинджер мёртв
«Диллинджер мёртв» (итал. Dillinger è morto) — итальянский драматический фильм режиссёра Марко Феррери; снятый в 1969 году. Отмечен призом МКФ (Венеция).

## Сюжет
Главк случайно находит завёрнутый в газету старый револьвер с золотой цепочкой, на газете — фотографии легендарного американского грабителя банков Диллинджера. Кадры перемежаются документальными врезками с Диллинджером, а Главк готовит ужин и чистит револьвер в течение 20 минут, не говоря ни слова. На экране телевизора тысячи труб коптят небо, тореадор ведёт смертельную игру с быком. Всё это наращивает ощущение какой-то абсурдно-гротесковой безысходности, обречённости и тревоги. Искажённые лица в кривых зеркалах под весёлую музыку, но зрителю невесело. На 59-й минуте револьвер почищен, а на 69-й Главк ложится с ним в постель не к жене, а к горничной, живущей с ним в одной квартире. На 75-й минуте он находит патроны и заряжает ими весело раскрашенный револьвер. И револьвер действительно стреляет.

## В ролях
- Мишель Пикколи — Главк
- Анита Палленберг — жена
- Анни Жирардо — горничная